# Carl Kühne KG

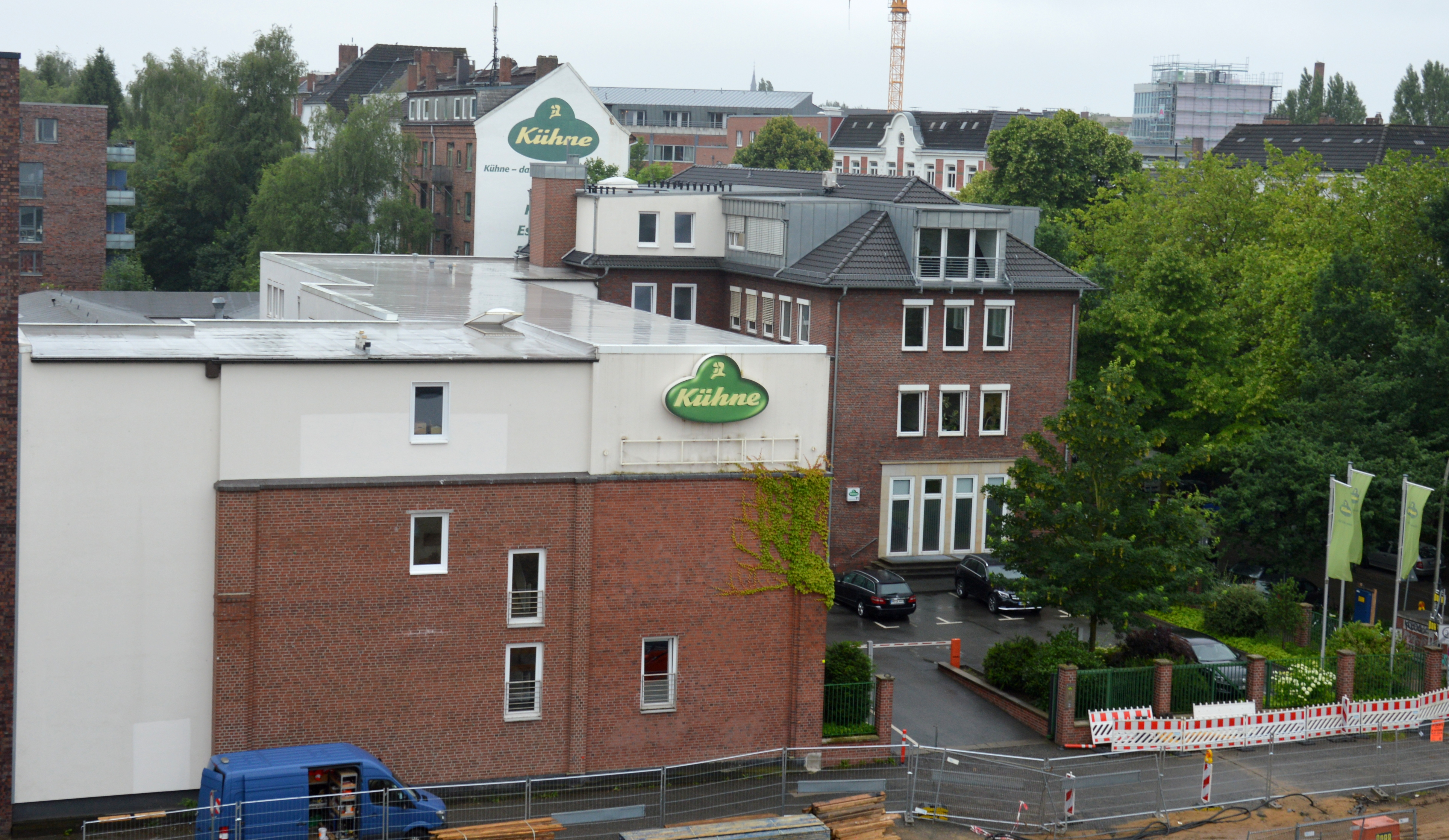
Kühne i Hamburg.

Carl Kühne KG är en livsmedelstillverkare i med säte Hamburg som är en av Europas största tillverkare av senap-, ättika- och gurkprodukter. Kühne grundades 1722 i Berlin och 1761 övertog familjen Kühne verksamheten.